# Ромбикосидодекаедър
Ромбикосидодекаедърът е архимедово тяло в геометрията, едно от тринадесетте конвексни изогонални непризматични твърди тела, изградени от два или повече вида правилни многоъгълни лица.
Има 20 правилни триъгълни лица, 30 квадратни лица, 12 правилни петоъгълни лица, 60 върхове и 120 ръба.

## Декартови координати
Декартовите координати за върховете на ромбикосидодекаедъра с дължина на ръба 2, центриран в началото са всичките пермутации на:
(±1, ±1, ±φ3),
(±φ2, ±φ, ±2φ),
(±(2+φ), 0, ±φ2),
където φ = 1 + √52 е златното сечение. Следователно, окръжността на този ромбикосидодекаедър е общото разстояние на тези точки от началото, а именно √φ6+2 = √8φ+7 за дължина на ръба 2. За дължината на единичния ръб, R трябва да бъде намален наполовина, давайки:
R = √8φ+72 = √11+4√52 ≈ 2.233.